# Antonio Giarola
Antonio Giarola, né en 1957, est un poète italien, metteur en scène de théâtre et historien du cirque.

## Biographie
Diplômé en dramaturgie à la faculté de littérature et de philosophie de Bologne, Italie, il a fait ses premières armes au Teatro Laboratorio de Vérone au début des années 1980 en tant qu'assistant d'Ezio Maria Caserta. En 1984 il crée son propre cirque, le Clown's Circus, qui constitue le premier exemple de direction théâtrale appliquée au cirque classique dans l'histoire du cirque italien. 
Il a été l'un des fondateurs de l'Accademia d'Arte Circense de Vérone (1988), où il a enseigné l’Histoire du cirque (1988-1989).
Il a dirigé le Festival international du cirque Ville de Vérone (1992-1994). 
De 2009 à 2011, il a été directeur artistique du Salieri Opera Festival de Legnago.
Il est actuellement président de l'Association Nationale de Développement des Arts du Cirque (ANSAC) et du Centre éducatif de documentation sur l'art du cirque (CEDAC) à Vérone.
En tant qu'historien du cirque, il est l’auteur de différentes publicationset il représente la Fédération Mondiale du Cirque avec des conférences en Europe, en Chine et au Canada. 
En tant que poète, historien et journaliste, il a fait plusieurs publications.
Il a été membre de la Commission cirques et spectacles itinérants au Ministère italien des Activités Culturelles (1996-2002).
Depuis 2021, il est directeur artistique du International Salieri Circus Award, le premier festival de cirque compétitif en théâtre avec musique classique et artistique, qui à partir de l'édition 2022 mettra en vedette un orchestre symphonique dirigé par le maestro Diego Basso

### Mise en scène pour le cirque
Parmi ses principales directions de cirque il faut mentionner:
- Il circo, una festa, Clown's Circus, Italie, 1984
- Circo Andalucia, Espagne, 1986
- Il circo in Arena, Il Florilegio di Darix Togni, Vérone, Italie, puis tournée française, 1991-1998
- Omaggio a Federico, Antico Circo Orfei, Rome, Italie, direction associée avec Ambra Orfei, 1994
- Circo de Madrid, Famille Bellucci, Grèce , 2001
- Il Circo Classico, Hermann Renz, Tournée hollandaise, 2006
- Bellissimo, Hermann Renz, Tournée hollandaise, puis Paris sous l'enseigne Cirque Jean Richard, 2007
- Gitano, Hermann Renz, Tournée hollandaise, 2009
- Carnevale, Cirque Nikulin, Moscou, Russie, 2015
- Veneziano, Cirque Nikulin, Ijevsk, Russie, 2016
- Hi-Ten ShowHi-Ten Circus, Sanya, Chine, direction associée avec Joseph Bouglione, 2016
- Hi-ten Show, Hi-Ten Circus, Lijiang, Chine, 2016
- Venice Tribute, Hi-Ten Circus, Pékin, Chine, 2018
- Fantastika, Cirque Nikulin, Moscou, Russie, 2020

### Mise en scène équestre
Parmi ses principales directions équestres il faut mentionner:
- Zlatne Grive, Arena, Pula, Croatie, 1988–1989
- La briglia d'oro, Fieracavalli, Vérone, 1991
- Horselyric, Fieracavalli, Vérone, direction associée avec Mario Luraschi, 2007
- Rêve, an equestrian dream, Bobbejaanland, Belgique, 2009
- Zorro!, Bobbejaanland, Belgique, 2010
- Symphonia, Fieracavalli, Vérone, 2012
- Alchimie équestre, Cirque Jules Verne, Amiens, direction associée avec Mario Luraschi, 2012
- Opera, Fieracavalli, Vérone, 2013
- Horse Music, Nuit du Cheval, Paris, 2013
- Visions, Fieracavalli, Vérone, 2014
- Horse Dance, Nuit du Cheval, Paris, 2014[4]
- Ladies, Fieracavalli, Vérone, 2015
- Sensations, Fieracavalli, Vérone, 2016
- Magnifique, Fieracavalli, Vérone, 2017
- Anniversary, Fieracavalli, Vérone, 2018
- Rêve, Salon du Cheval d'El Jadida, El Jadida, 2019
- Dreams, Fieracavalli, Vérone, 2019
- Chakras. Viaggio nei colori dei sogni - Teatro equestre, Italia, 2022
- Sable - Salon du Cheval d'El Jadida, El Jadida, Marocco, 2022
- Meraviglia, Gala d'Oro – Fieracavalli, Vérone, 2022
- Marocco, Land of colors - Salon du Cheval d'El Jadida, El Jadida, Marocco, 2023
- Arte, Gala d'Oro – Fieracavalli, Vérone, 2023

### Mise en scène pour le théâtre et la danse
- Ringraziamento all'Arte ch'io professo, textes et musique de Antonio Salieri, Salieri Opera Festival, Legnago, Vérone, 2009-2011
- Varietas Delectat, RBR Dance Company, tournées en Italie et à Saint-Pétersbourg, Russie, 2009-2012
- Il Circo di Zeus - RBR Dance Company, tournées en Italie, 2015
- White. Un viaggio nel colore dei nostri sogni, Théâtre équestre, 2014-2016
- Horse Dreaming, Théâtre équestre, Qingdao, Chine, direction associée avec Mario Luraschi, 2019

### Essais
- Circo classico e nuovo circo in Italia e all'estero, éditions La Biennale di Venezia - Musicateatrodanza n.4, 2000
- Il Circo contemporaneo: alla ricerca di una nuova identità, en Aa.Vv., Il Circo e la scena. Forme dello spettacolo contemporaneo, Edizioni La Biennale di Venezia 2001
- CEDAC – Documenti e attività 2003-2006 (avec Alessandro Serena), éditions ANSAC-CEDAC, 2006
- CEDAC – Documenti e attività 2007-2008 (avec Alessandro Serena), éditions ANSAC-CEDAC, 2008
- CEDAC – Documenti e attività 2009-2010 (avec Alessandro Serena), éditions Equilibrando, 2010 (ISBN 978-88-95424-01-9)
- CEDAC – Documenti e attività 2011-2012 (avec Alessandro Serena), éditions Equilibrando, 2012 (ISBN 978-88-95424-03-3)
- Corpo Animali Meraviglie. Le arti circensi a Verona tra Sette e Novecento (avec Alessandro Serena), Edizioni Equilibrando, 2013 (ISBN 978-88-95424-05-7)
- CEDAC – Documenti e attività 2013-2014 (avec Alessandro Serena), éditions Equilibrando, 2014 (ISBN 978-88-95424-09-5)
- CEDAC – Documenti e attività 2015-2016, en Aa.Vv., éditions Equilibrando, 2016 (ISBN 978-88-95424-06-4)

### Poésies
- Simbiosi, Edizioni MG, 1978
- Poesie (1972-1989), Edizioni MG, 1989
- Carnaval, (photo de Marco Bertin), Giunti Editore, Florence, 1995
- Fiabe, Edizioni del Leone, 1998
- Masquerade (photo de Marco Bertin) éditions Edel Classics, Hambourg, 2005 (ISBN 3-937406-33-6)
- Il Circo Classico (photo et poèmes d’Antonio Giarola), éditions Equilibrando, 2007, textes en en italien, anglais et néerlandais  (ISBN 978-88-95424-00-2)
- White. Un viaggio nel colore dei nostri sogni (Textes du même spectacle), éditions Equilibrando, 2014 (ISBN 978-88-95424-08-8)
- Il Circo, una festa: poesie, éditions Equilibrando, 2019 (ISBN 978-88-95424-31-6)

### Traductions
- Antinoo, Epigrammi d’amore, (traduction du Grec en Italien), éditions Equilibrando, 2012 (ISBN 978-88-95424-04-0)
- Gustavo Bernstein, Esercizi di fede, (traduction de l’Espagnol en Italien), éditions Equilibrando, 2018 (ISBN 978-88-95424-15-6)